# حسام‌الدین خسروپرویز
حسام‌الدین خسروپرویز از سیاستمداران ایرانی بود، که در دوره‌  بیستم بعنوان نماینده کازرون در مجلس شورای ملی حضور داشت.